# Gøtu kommuna
Gøtu kommuna is een voormalige gemeente in het oosten van het eiland Eysturoy, op de Faeröer. De gemeente is op 1 januari 2009 opgeheven en samen met de aangrenzende Leirvíkar kommuna opgegaan in de nieuwgevormde gemeente Eysturkommuna.
De gemeente omvatte de plaatsen Norðragøta, Syðrugøta, Gøtueiði en Gøtugjógv.